# Eleriin Haas
Eleriin Haas, née le 4 juillet 1992 à Pärnu, est une athlète estonienne, spécialiste du saut en hauteur.

## Biographie
Eleriin Haas est née le 4 juillet 1992 dans la ville de Pärnu, en Estonie. Sa mère se nomme Eveli Haas.

### Débuts
Elle franchit pour la première fois la barre des 1,80 m le 11 août 2007 à Ventspils. En 2009, son record est placé à 1,81 m, franchit le 9 décembre à Doha.
En 2010, elle met entre parenthèses sa carrière pour congé maternité.
En 2011, elle bat son record personnel lors des qualifications des Championnats d'Europe juniors qui se déroulent à Tallinn, dans son pays d'origine. Elle termine à la 11e et dernière place de la finale avec 1,77 m.
En 2012, elle termine à la 5e place de la Ligue de Diamant avec 2 points, remportés lors de la finale de la ligue le 7 septembre 2012 à Bruxelles, concours où elle a terminé à la 3e place avec la Belge Tia Hellebaut. Au classement final, elle sera devancée par l'Américaine Chaunté Lowe (17pts), les Russes Anna Chicherova (13pts) et Svetlana Shkolina, et la Belge Tia Hellebaut (7pts) En 2013, Haas termine à la 6e place des championnats d'Europe espoirs avec 1,87 m, remportés par l'Italienne Alessia Trost (1,98 m).

#### 2014
Lors de la finale des Championnats d'Europe d'athlétisme 2014 à Zurich, elle franchit la barre de 1,94 m, nouveau record national espoir d'Estonie.

## Vie privée
Elle vit à Helsinki, en Finlande, avec son compagnon Rivo Nommik. Elle a accouché d'un fils nommé Kristofer en 2010. Elle a une sœur, qui se prénomme Erle.

## Palmarès
| Date | Compétition                       | Lieu             | Résultat | Marque  |
| ---- | --------------------------------- | ---------------- | -------- | ------- |
| 2011 | Championnats d'Europe juniors     | Tallinn          | 11e      | 1,77 m  |
| 2012 | Championnats d'Europe             | Helsinki         | qual.    | 1,83 m  |
| 2012 | Ligue de diamant                  | Ligue de diamant | 4e       | détails |
| 2013 | Championnats d'Europe en salle    | Göteborg         | qual.    | 1,89 m  |
| 2013 | Championnats d'Europe espoirs     | Tampere          | 6e       | 1,87 m  |
| 2014 | Championnats d'Europe             | Zurich           | 7e       | 1,94 m  |
| 2015 | Championnats d'Europe par équipes | Heraklion        | 8e       | 1,80 m  |
| 2015 | Championnats du monde             | Pékin            | qual.    | 1,85 m  |
| 2016 | Championnats d'Europe             | Amsterdam        | qual.    | 1,85 m  |

## Records
| Épreuve         | Épreuve   | Performance  | Lieu   | Date         |
| --------------- | --------- | ------------ | ------ | ------------ |
| Saut en hauteur | Plein air | 1,94 m (NUR) | Zurich | 17 août 2014 |
| Saut en hauteur | En salle  | 1,90 m       | Pärnu  | 9 mars 2012  |